# Caraibodesmus criniger
Caraibodesmus criniger är en mångfotingart som beskrevs av Loomis 1937. Caraibodesmus criniger ingår i släktet Caraibodesmus och familjen Chelodesmidae. Inga underarter finns listade i Catalogue of Life.